# Les Dauphins de Pern
Les Dauphins de Pern (titre original : The Dolphins of Pern) est un roman de fantasy de l'écrivain Anne McCaffrey et appartenant au cycle de La Ballade de Pern, publié en 1994 (1996 pour la traduction française).
Il est présenté comme le troisième tome du cycle des Origines, après La Chute des Fils. En effet, il répond à la nouvelle La Cloche des dauphins présente dans ce tome. Cependant, son action se déroule près de 2 500 révolutions (années pernaises) plus tard, en même temps que Tous les Weyrs de Pern.

## Résumé
L'intrigue se concentre principalement sur deux jeunes personnages et raconte la naissance du Hall des Dolphineurs et son premier Dolphineur. Readis, le fils du Seigneur du fort de la Rivière, est sauvé par des dauphins parlant alors qu'il était un jeune garçon après être tombé dans la mer. Par la suite, il développe une forte fascination pour les dauphins. T'lion, le jeune chevalier-dragon du Weyr oriental, maître du Bronze Gadareth, s'intéresse aussi à ces derniers après une rencontre avec des dauphins. Les deux se lient d'amitié en raison de leur intérêt commun et, à leur manière, défient la famille, fort et Weyr pour maintenir leur amitié avec les dauphins et convaincre les autres de l'intelligence et de la capacité de parler et communiquer des dauphins. Tandis que les personnages familiers luttent pour mettre fin à l'ère des Fils, Readis, T'lion et d'autres luttent pour commencer une nouvelle ère dans laquelle dauphin et humain travailleraient à nouveau ensemble.
Des personnages bien connus des précédents romans du cycle de Pern sont également impliqués dans l'intrigue, y compris les dirigeants du Weyr de Benden, Lessa et F'lar, et les maîtres harpistes Robinton et Menolly.